# UFC Fight Night: Jacaré vs. Hermansson
UFC Fight Night: Jacaré vs. Hermansson（ユーエフシー・ファイトナイト：ジャカレイ・バーサス・ハーマンソン、別名UFC Fight Night 150、UFC on ESPN+ 8）は、アメリカ合衆国の総合格闘技団体「UFC」の大会の一つ。2019年4月27日、フロリダ州サンライズのBB&Tセンターで開催された。

## 大会概要
本大会ではホナウド・ジャカレイとジャック・ハーマンソンによるミドル級戦が組まれた。

## 試合結果

### アーリープレリム
第1試合 ウェルター級 5分3R
○  ディエゴ・リマ vs.  コート・マッギー ×
3R終了 判定2-1（30-27、28-29、29-28）
第2試合 女子ストロー級 5分3R
○  アンジェラ・ヒル vs.  ジョディ・エスキベル ×
3R終了 判定3-0（29-28、30-27、30-27）
第3試合 ライト級 5分3R
○  ジム・ミラー vs.  ジェイソン・ゴンザレス ×
1R 2:12 リアネイキドチョーク

### プレリミナリーカード
第4試合 ライト級 5分3R
○  ギルバート・バーンズ vs.  マイク・デイビス ×
2R 4:15 リアネイキドチョーク
第5試合 女子ストロー級 5分3R
○  カーラ・エスパルザ vs.  ビルナ・ジャンジロバ ×
3R終了 判定3-0（30-27、29-28、29-28）
第6試合 ヘビー級 5分3R
○  アウグスト・サカイ vs.  アンドレイ・アルロフスキー ×
3R終了 判定2-1（28-29、29-28、29-28）
第7試合 ウェルター級 5分3R
○  佐藤天 vs.  ベン・ソーンダース ×
2R 1:18 TKO（左ストレート→グラウンド肘打ち連打）

### メインカード
第8試合 ライト級 5分3R
○  ルーズベルト・ロバーツ vs.  トーマス・ギフォード ×
3R終了 判定3-0（30-27、30-27、30-27）
第9試合 バンタム級 5分3R
○  コーリー・サンドヘイゲン vs.  ジョン・リネカー ×
3R終了 判定2-1（28-29、29-28、29-28）
第10試合 ライトヘビー級 5分3R
○  グローバー・テイシェイラ vs.  イオン・クテラバ ×
2R 3:37 リアネイキドチョーク
第11試合 ウェルター級 5分3R
○  マイク・ペリー vs.  アレックス・オリベイラ ×
3R終了 判定3-0（29-28、29-28、29-28）
第12試合 ヘビー級 5分3R
○  グレッグ・ハーディ vs.  ドミトリー・スモリャコフ ×
1R 2:15 TKO（右アッパー→パウンド）
第13試合 ミドル級 5分5R
○  ジャック・ハーマンソン vs.  ホナウド・ジャカレイ ×
5R終了 判定3-0（49-46、48-47、48-47）

### 各賞
ファイト・オブ・ザ・ナイト： マイク・ペリー vs. アレックス・オリベイラ
パフォーマンス・オブ・ザ・ナイト： グローバー・テイシェイラ、ジム・ミラー
各選手にはボーナスとして5万ドルが授与された。

### カード変更
負傷などによるカードの変更は以下の通り。